# Provincia de Concepción (Chile)
La provincia de Concepción es una de las tres provincias que integran la Región del Biobío, que se ubica en la zona centro sur de Chile. En esta provincia reside la mayor parte de la población de la región, al contener la totalidad del núcleo urbano del Gran Concepción.
De acuerdo al censo chileno de 2017, su población es de 1 105 658 habitantes, lo que la convierte en la segunda provincia más poblada del país, después de la provincia de Santiago. Posee una superficie de 3439 km² y su capital es la ciudad de Concepción.
En la provincia de Concepción, se encuentra uno de los polos industriales más importantes del país, destacando la industria pesquera, forestal, siderurgica y manufacturera, además del ser el centro de distribución de servicios de la región donde se asienta.
Su clima es un clima mediterráneo, lluvioso en invierno y cálido en verano. Las estaciones son muy marcadas. En la provincia, tienen sede algunas de las universidades más importantes del país, tales como, la Universidad de Concepción, la Universidad del Bío-Bío, y la Universidad Católica de la Santísima Concepción.

## Historia
Con el proceso de regionalización, ocurrido en la década de 1970, se crea la Región del Biobío, inicialmente conocida por su numeración romana: VIII. Mediante el Decreto Ley N° 1.213, de 27 de octubre de 1975, se dividieron las regiones del país en provincias, estando compuesta la Región del Biobío por las provincias de Arauco, Biobío, Concepción y Ñuble. Esta última se convirtió en región en 2018.

## Comunas
La provincia de Concepción está integradas por las siguientes doce comunas:
- Concepción
- Coronel
- Chiguayante
- Florida
- Hualpén
- Hualqui
- Lota
- Penco
- San Pedro de la Paz
- Santa Juana
- Talcahuano
- Tomé

### Economía
Cabe mencionar en lo económico, que las comunas de esta provincia son agrupadas distinguiéndose por su actividad económica, comercial e inversiones de los espacios urbanos, lo que por sus condiciones geográficas unas tienen mejores espacios de esparcimiento, y otros tienen regulares o escasos lugares de esparcimiento. Esto se refleja en los ingresos económicos familiares mensuales de cada comuna que indicaría que comuna es más rica o más pobre que otra.
San Pedro de la Paz es la comuna que posee los ingresos per cápita por familia más altos de la provincia, con $ 790 698 pesos chilenos mensuales. Después le siguen Concepción con $ 603 740, Chiguayante $ 527 617, Hualpén $ 490 860, Talcahuano $ 430 671, Penco $ 330 466, Coronel $ 302 957, Tomé $ 276 073, Lota $ 264 204, Hualqui $ 259 624, y Florida $ 247 490.[cita requerida][¿cuándo?]
En 2018, la cantidad de empresas registradas en la provincia de Concepción fue de 25.219. El Índice de Complejidad Económica (ECI) en el mismo año fue de 1,52, mientras que las actividades económicas con mayor índice de Ventaja Comparativa Revelada (RCA) fueron Actividad Pesquera de Barcos Factorías (29,91), Fabricación de Productos de Cerámica no Refractaria con fines Ornamentales (25,26) y Fabricación de Recipientes de Gas Comprimido o Licuado (22,98).

### Territorios de planificación
En los últimos años, el MIDEPLAN ha designado ciertos territorios de planificación dentro de la provincia, como los denominados Pencopolitano, Reconversión y Secano Interior del Biobío.
- Pencopolitano

Concepción, Talcahuano, Hualpén, San Pedro de la Paz, Chiguayante y Tomé. (Debe quedar claro que este territorio no es lo mismo que la conurbación del Gran Concepción).
Comunas con predominante economía terciaria y secundaria (turismo, servicio, comunicaciones, comercio, industrias, etc), cuya población es mayoritariamente urbana.
- Reconversión

Coronel y Lota.
- Secano Interior del Biobío

Penco, Hualqui, Santa Juana y Florida.

## Demografía
Estimaciones de población de acuerdo al INE:
| Año  | Población |
| ---- | --------- |
| 2012 | 1 334 928 |
| 2006 | 1 032 412 |
| 2002 | 933 766   |
| 1992 | 859 441   |

## Autoridades
Las autoridades son nombradas directamente por el Presidente de la República y se mantienen en su cargo mientras cuenten con su confianza.

### Gobernador Provincial (1989-2021)

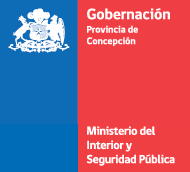
Logotipo de la Gobernación de la provincia de Concepción hasta 2021.

De acuerdo a la Constitución vigente, el gobierno y administración de la provincia le correspondía a la Gobernación, anteriormente encabezadas por un Gobernador, nombrado y de confianza del Presidente de la República. Ejercía sus atribuciones de acuerdo a las instrucciones del Intendente. 
Los siguientes fueron los gobernadores provinciales de Concepción.
| Gobernador(a)                 | Partido             | Partido | Inicio                 | Final                   | Presidente(a)     | Presidente(a)           |
| ----------------------------- | ------------------- | ------- | ---------------------- | ----------------------- | ----------------- | ----------------------- |
| Hernán Ramírez Ramírez        |                     | Ind.    | 1984                   | 1989                    |                   | Augusto Pinochet        |
| Víctor Lobos Lápera           | 1989                | Ind.    | 11 de marzo de 1990    |                         |                   | Augusto Pinochet        |
| Juan Ignacio Ugarte Jordana   |                     | PDC     | 11 de marzo de 1990    | 30 de noviembre de 1992 |                   | Patricio Aylwin         |
| Nestor Reyes Sánchez          |                     | PDC     | 1 de diciembre de 1992 | 10 de marzo de 1994     |                   | Patricio Aylwin         |
| María Angélica Fuentes        |                     | PPD     | 11 de marzo de 1994    | 11 de marzo de 2000     |                   | Eduardo Frei Ruíz-Tagle |
| María Angélica Fuentes        | 11 de marzo de 2000 | PPD     | diciembre de 2000      |                         | Ricardo Lagos     |                         |
| Mónica Ehrenfeld Molina       |                     | PPD     | diciembre de 2000      | diciembre de 2001       | Ricardo Lagos     |                         |
| Cynthia Mitchell Rebolledo    |                     | PDC     | enero de 2002          | julio de 2002           | Ricardo Lagos     |                         |
| Germán Acuña Gamé             |                     | PDC     | julio de 2002          | diciembre de 2004       | Ricardo Lagos     |                         |
| Rodrigo Díaz Wörner           |                     | PDC     | diciembre de 2004      | 11 de marzo de 2006     | Ricardo Lagos     |                         |
| Rodrigo Díaz Wörner           | 11 de marzo de 2006 | PDC     | mayo de 2007           |                         | Michelle Bachelet |                         |
| Eric Aedo Jeldres             |                     | PDC     | junio de 2007          | marzo de 2010           | Michelle Bachelet |                         |
| Carlos González Sánchez       |                     | UDI     | 11 de marzo de 2010    | mayo de 2011            |                   | Sebastián Piñera        |
| Alejandro Reyes Schwartz      |                     | UDI     | 6 de mayo de 2011      | 3 de julio de 2012      |                   | Sebastián Piñera        |
| Luis Santibáñez Bastidas      |                     | UDI     | 3 de julio de 2012     | 10 de agosto de 2013    |                   | Sebastián Piñera        |
| Claudia Hurtado Espinoza      |                     | UDI     | 30 de agosto de 2013   | 11 de marzo de 2014     |                   | Sebastián Piñera        |
| María Andrea Muñoz Araya      |                     | PPD     | 11 de marzo de 2014    | 11 de marzo de 2018     |                   | Michelle Bachelet       |
| Robert Andrés Contreras Reyes |                     | RN      | 11 de marzo de 2018    | 27 de julio de 2020     |                   | Sebastián Piñera        |
| Julio Anativia Zamora         |                     | RN      | 6 de agosto de 2020    | 14 de julio de 2021     |                   | Sebastián Piñera        |

### Delegado Presidencial Provincial (Desde 2021)
Actualmente la provincia de Concepción no posee un Delegado Presidencial Provincial. Con la nueva ley de descentralización, las gobernaciones de las capitales regionales se extinguen junto con las intendencias, generando una fusión en sus equipos de trabajo, pasando a conformar la Delegación Presidencial Regional, a cargo del Delegado presidencial regional del Biobío. Por lo cual no existe una Delegación presidencial provincial de Concepción.

## Alcaldes
Según los resultados de las elecciones municipales de 2021, las comunas de la provincia son administradas por los siguientes alcaldes:
| Comuna              | Alcalde/sa               | Partido | Partido |
| ------------------- | ------------------------ | ------- | ------- |
| Concepción          | Álvaro Ortiz Vera        |         | PDC     |
| Coronel             | Boris Chamorro Rebolledo |         | Ind.    |
| Chiguayante         | Antonio Rivas Villalobos |         | PS      |
| Florida             | Jorge Roa Villegas       |         | PDC     |
| Hualpén             | Miguel Rivera            |         | PPD     |
| Hualqui             | Jorge Contanzo           |         | Ind.    |
| Lota                | Patricio Marchant        |         | Ind.    |
| Penco               | Víctor Hugo Figueroa     |         | PDC     |
| San Pedro de la Paz | Javier Guíñez            |         | Ind.    |
| Santa Juana         | Ana Albornoz             |         | Ind-IL  |
| Talcahuano          | Henry Campos Coa         |         | UDI     |
| Tomé                | Ivonne Rivas Ortiz       |         | PDC     |

## Parlamentarios
De acuerdo a las elecciones parlamentarias de 2021, la provincia corresponde al distrito electoral n°20 (Comunas de Concepción, Coronel, Chiguayante, Florida, Hualpén, Hualqui, Lota, Penco, San Pedro de la Paz, Santa Juana, Talcahuano y Tomé) el cual elige 8 diputados por el período 2022-2026.
En tanto los senadores, los cuales cumplen un mandato de 8 años, serán renovados en el año 2030 por la décima circunscripción senatorial.
| Diputados | Diputados                | Diputados | Diputados |
| Distrito  | Diputado/da              | Partido   | Partido   |
| --------- | ------------------------ | --------- | --------- |
| 20        | Francesca Muñoz González |           | RN        |
| 20        | Sergio Bobadilla Muñoz   |           | UDI       |
| 20        | Marlene Pérez Cartes     |           | Ind-UDI   |
| 20        | Leonidas Romero Sáez     |           | PRCh      |
| 20        | Eric Aedo Jeldres        |           | PDC       |
| 20        | Félix González Gatica    |           | PEV       |
| 20        | María Candelaria Acevedo |           | PCCh      |
| 20        | Roberto Arroyo Muñoz     |           | PDG       |

| Senadores       | Senadores                | Senadores | Senadores |
| Circunscripción | Senador                  | Partido   | Partido   |
| --------------- | ------------------------ | --------- | --------- |
| X               | Sebastián Keitel Bianchi |           | EVO       |
| X               | Enrique van Rysselberghe |           | UDI       |
| X               | Gastón Saavedra Chandía  |           | PS        |